# 莫里斯·卡魯
莫里斯·卡魯（英語：Maurice Calloo，1999年4月9日—）為加拿大男子籃球運動員。

## 早年
卡魯出生於多伦多，成長於溫莎，九年級就讀天主教中央高中時幫助學校奪下溫莎-艾色克斯縣中學運動協會（Windsor-Essex County Secondary School Athletic Association）冠軍，之後代表加拿大唯一AAU球隊平民菁英（Grassroots Elite）出賽，並在AAU球隊教練的幫助下先後就讀了亨廷頓預科學校以及橡樹山學院，完成高中學業後卡魯進入奧克拉荷馬州立大學就讀，總計代表OSU出賽16場，場均上場10.8分鐘，可得到2.5分、1.6籃板，2019年1月卡魯因涉嫌使用BB槍破壞車輛被球隊開除，下學年轉學到印第安山社區學院，卡魯替IHCC上陣33場比賽，投籃命中率45.6%，三分命中率35.1%，罰球命中率76.7%，場均挹注9.1分、3.9籃板，2020年4月卡魯獲得俄勒岡州立大學獎學金。

## 職業生涯
2022年10月24日，卡魯進入NBA G聯盟鹽湖城明星訓練營名單。2023年1月6日，鹽湖城明星裁掉卡魯。1月20日，風城公牛宣布取得卡魯。11月16日，卡魯與霍斯泰特格呂內瓦爾德（Gréngewald Hueschtert）簽約。
2024年3月35日，卡魯與加拿大菁英籃球聯賽薩斯喀徹溫響尾蛇完成簽約，參加5月21日開打的2024年CEBL賽季，3月底卡魯抵達臺灣加盟超級籃球聯賽臺灣銀行接替受傷的馬克斯·馬奧尼。卡魯在2024年CEBL賽季以場均14.1分、6.2籃板的表現替薩斯喀徹溫響尾蛇出賽10場以後，遭遇了以為會是賽季報銷的膝傷，便被薩斯喀徹溫響尾蛇釋出。7月20日，尼亞加拉河獅宣布簽下卡魯。

## 外部連結
- 莫里斯·卡魯在fiba.basketball（英语）
- 莫里斯·卡魯在Basketball-Reference.com（NBA G聯盟）（英语）
- 莫里斯·卡魯在Sports-Reference.com（NCAA）（英语）
- 莫里斯·卡魯在Eurobasket.com（球員）（英语）
- 莫里斯·卡魯在RealGM（英语）
- 莫里斯·卡魯在Proballers（英语）
- 莫里斯·卡魯在Flashscore（英语）
- . Niagara River Lions.
- . Interperformances.com.